# خیابان هراز

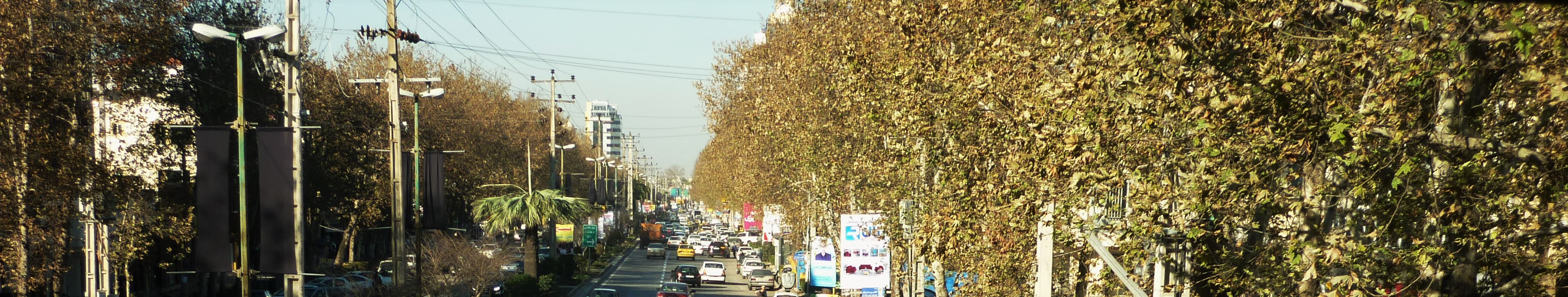
سراسرنمای بخشی از خیابان هراز در زمستان

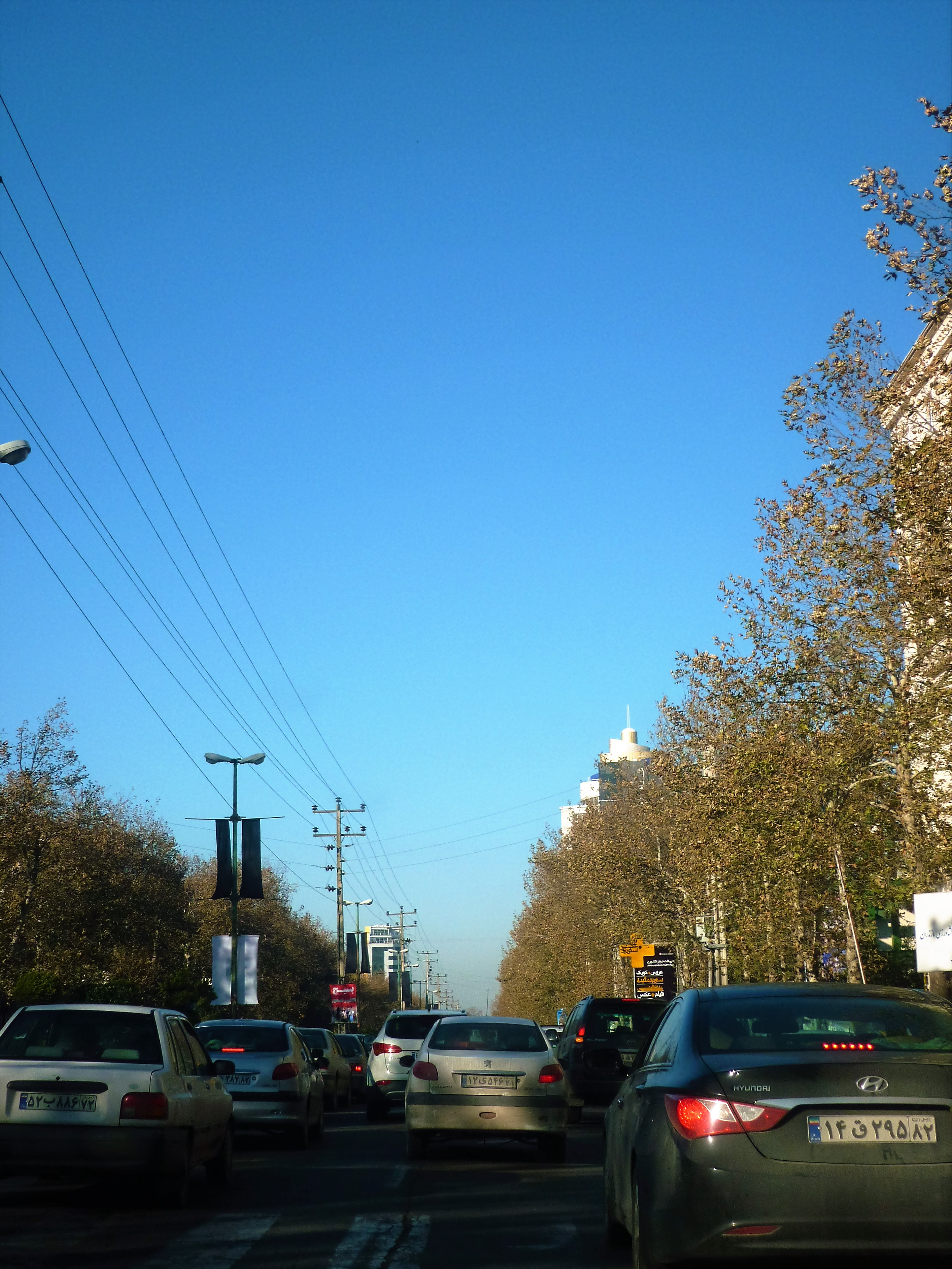
نمای خیابان هراز از داخل خودرو

هراز نام یکی از خیابان‌های مشهور مازندران است که در آمل قرار دارد. این خیابان در منطقه یک شهرداری آمل قرار دارد. این خیابان به عنوان گران‌ترین خیابان استان مازندران نام برده می شود.
این خیابان به دوبخش بالا خیابان ھراز یا بلوار مدرس و پایین خیابان ھراز یا بلوار امام خمینی تشکیل شده. بیشتر املاک‌های خیابان هزار به عنوان گرانترین منطقه شهر آمل شناخته می‌شوند. در این خیابان برخی از برندهای لوکس، دارای نمایندگی و اکثر رستوران‌ها، فست فودها، کافی شاپ‌ها، بنگاه‌ها و فروشگاه‌های مطرح شهر در این خیابان قرار دارند. خیابان هراز از شمال به جاده محمودآباد از شرق به جاده نور از غرب به بلوار طالقانی و از جنوب به جاده هراز راه دارد.

## بالا خیابان و پایین خیابان

### بالا خیابان ھراز
بخش جنوبی خیابان ھراز که از میدان علویان تا میدان قائم امتداد دارد.
- املاک‌های این خیابان به گرون ترین املاک‌های استان معروف‌اند.
- این محل یکی از قدیمی ترین محلات شهرستان نیز به حساب می‌آید.
- این خیابان به ورودی استان و شهرستان معروف است.
- این خیابان دارایی لوکس ترین و برندترین مراکز خرید ۔ پاساڑ ۔ برج ھا ۔ و مراکز تفریحی استان است.
- بیش از نیمی از مراکز اداری شهرستان در این خیابان قرار دارد.
- بخش بزرگی از مراکز درمانی شهرستان نیز در این خیابان قرار دارد.
- بزرگترین مراکز تجاری استان و شهرستان نیز در این خیابان قرار دارد.

### پایین خیابان ھراز
- بخش شمالی خیابان ھراز که از میدان قائم تا میدان ۱۷ شهریور امتداد دارد.

- این خیابان نیز دارای لوکس‌ترین و برندترین مراکز خرید ۔ پاساڑ ۔ برج ھا ۔ و مراکز تفریحی استان است.
- این خیابان دارای بزرگترین و لوکس‌ترین رستوران‌های شهر است.
- گران‌ترین دکان‌ها و مغازه‌های استان و شهر در این خیابان قرار دارد.[۱][۲][۳]